# Magazzini di Lucio Nevio Clemente
I Magazzini di Lucio Nevio Clemente erano un edificio per il commercio dell'antica Roma, i cui resti sono forse da identificare con l'edificio in laterizio in via Mazzarino, sul retro di villa Aldobrandini sul colle Quirinale.
I magazzini furono costruiti alla fine del I secolo d.C. e restaurati più volte in epoca traianea e severiana. Il complesso venne poi coperto dal terrapieno sul quale sorsero le terme di Costantino. Altre parti riemersero in occasione dello scavo di un rifugio antiaereo nel 1940. 